# Sevda Polat
Sevda Polat (anhörenⓘ * 30. Dezember 1985 in Hamburg) ist eine deutsche Schauspielerin und Sprecherin türkischer Herkunft.

## Leben
Sevda Polat erhielt von 2005 bis 2007 Schauspielunterricht bei Jens Zimmermann am Deutschen Schauspielhaus in Hamburg. Während dieser Zeit stand sie an der Staatsoper Hamburg, unter anderem als Leonores Dienstmädchen in Fidelio sowie in Rossinis Il turco in Italia, auf der Bühne. Anschließend absolvierte sie ein Bachelor of Arts-Studium an der University of Sunderland in England.
Ab 2015 wirkte sie in Produktionen wie dem SAT.1-Fernsehfilm Meine allerschlimmste Freundin und den ARD-Serien Hubert und Staller und Um Himmels Willen mit. Des Weiteren war sie in den Tatort-Folgen Wir kriegen euch alle (2018, Regie: Sven Bohse) und Unklare Lage (2020, Regie: Pia Strietmann) sowie in der ZDF-Dokumentation Ziemlich beste Nachbarn als Comedy-Duo mit Michael Kessler zu sehen.
Im Herbst 2020 drehte sie für den Kinofilm Rabiye Kurnaz gegen George W. Bush von Andreas Dresen an der Seite von Alexander Scheer und Meltem Kaptan, in welchem sie die Rolle der Nuriye verkörperte. Der Film erlangte nationale und internationale Erfolge und wurde unter anderem mit zwei silbernen Bären und dem deutschen Schauspielpreis ausgezeichnet.
In der 21. Staffel der ZDF-Vorabendserie Die Rosenheim-Cops übernahm sie die Rolle der Pathologin Ela Atay und folgte damit der Gerichtsmedizinerin Sandra Mai, dargestellt von Sina Wilke. Ab der Folge Ein Unfall mit Folgen (Erstausstrahlung im November 2021) war sie im Hauptcast als Teil des Ermittlerteams. Zuvor spielte sie in der 20. Staffel in der Folge Des Kaisers letzte Stunde (Erstausstrahlung im Februar 2021) eine Episodenrolle als Svenja Pracht. 2022 gab sie ihren Ausstieg aus der Serie bekannt. In der 23. Staffel (2023) folgte ihr Anastasia Papadopoulou als Gerichtsmedizinerin nach.
2021 erhielt sie ihre erste englischsprachige Kinofilmrolle in Plan A – Was würdest du tun? an der Seite von August Diehl als dessen Frau Ruth.
Neben ihrer Tätigkeit als Schauspielerin ist sie auch als Sprecherin in Hörbüchern, Werbespots, VR-Content und VR-Games zu hören.

## Filmografie (Auswahl)
- 2015: Meine allerschlimmste Freundin (Fernsehfilm)
- 2018: Tatort: Wir kriegen euch alle (Fernsehreihe)
- 2019: Ziemlich beste Nachbarn – Wir und die Italiener (Fernsehdokumentation)
- 2020: Tatort: Unklare Lage (Fernsehreihe)
- 2021: Plan A – Was würdest du tun? (Kinofilm)
- 2021–2022: Die Rosenheim-Cops (Fernsehserie)[16]
- 2022: Rabiye Kurnaz gegen George W. Bush (Kinofilm)
- 2022: Strafe – nach den Büchern von Ferdinand von Schirach (Anthologie-Serie)
- 2022: Wrong – Unzensiert (Fernsehserie)
- 2023: Mord im Revier – Das Horrorhaus von Hünxe (Fernsehreihe)
- 2024: Polizeiruf 110 – Funkensommer (Fernsehreihe)
- 2024: Alle nicht ganz dicht (Fernsehfilm)
- 2025: Der Staatsanwalt: Der Tod hat Vorfahrt (Fernsehserie)